# 화산고
"화산고"는 2001년에 개봉한 대한민국의 영화이다.

## 캐스팅
- 장혁 : 김경수 역
- 신민아 : 유채이 역
- 허준호 : 수학 역
- 변희봉 : 교감 역
- 김수로 : 장량 역
- 권상우 : 송학림 역
- 공효진 : 소요선 역
- 정상훈 : 골뱅이 역
- 김형종 : 심마 역
- 채시아 : 요마 역
- 윤문식 : 교장 역
- 조성하 : 국어 역
- 박동빈 : 음악 역
- 서범식 : 체육 역
- 김상미 : 영어 역
- 신철진 : 한문 역
- 정원중 : 양호 역
- 김일우 : 학생주임 역
- 유금 : 여선생 역
- 조상건 : 경수아버지 역
- 진용란 : 경수어머니 역
- 박건태 : 어린 경수 역
- 이유미 : 경수 동생 역
- 김혁 : 유도부 주장 역
- 박선우 : 하키부 주장 역
- 이무현 : 역도부 역
- 이광열 : 역도부 역
- 성규찬 : 역도부 역
- 이유진 : 검도부 역
- 이혜진 : 검도부 역
- 엄수정 : 검도부 역
- 유지영 : 검도부 역
- 장진경 : 검도부 역
- 박향미 : 검도부 역
- 박유미 : 검도부 역
- 임희철 : 방석학생 역
- 윤박지 : 청국장학생 역
- 도용구 (나레이터)
- 김응수 : 도입부 분필 던지고/맞는 교사 역
- 박용팔 : 막걸리 집 주인 역
- 최영 : 역도부 역
- 우상권 : 럭비부역